# Ameles cypria
Ameles cypria är en bönsyrseart som beskrevs av Boris Petrovich Uvarov 1936. Ameles cypria ingår i släktet Ameles och familjen Mantidae. Inga underarter finns listade i Catalogue of Life.